# St. Ulrich (Fischhaus)

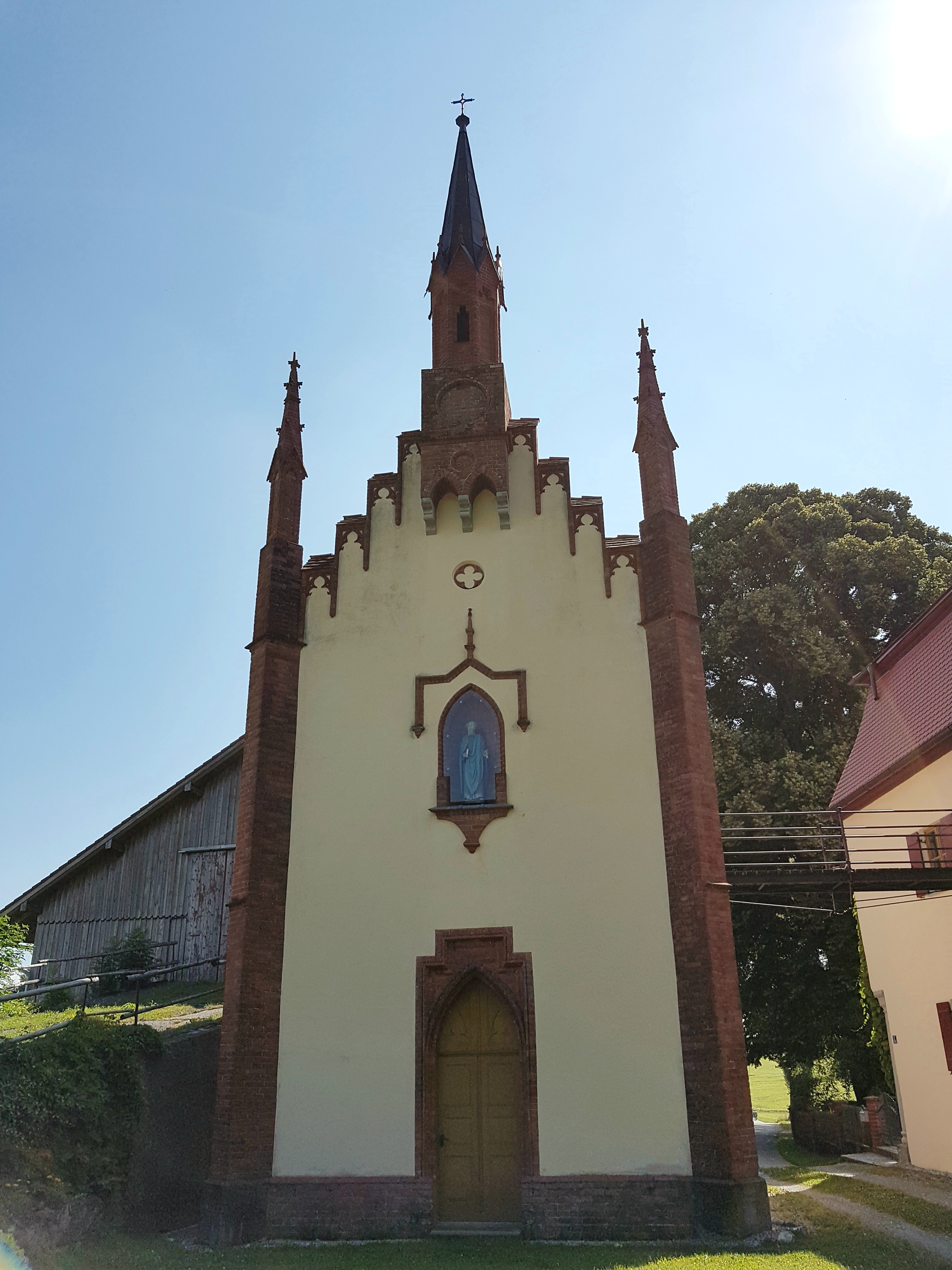
St. Ulrich in Fischhaus

Die römisch-katholische Kapelle St. Ulrich steht in Fischhaus in der Gemeinde Roßhaupten im bayerisch-schwäbischen Landkreis Ostallgäu. Das äußerlich neugotisch und innen barock umgestaltete Bauwerk stammt im Kern aus dem 16. Jahrhundert.

## Lage

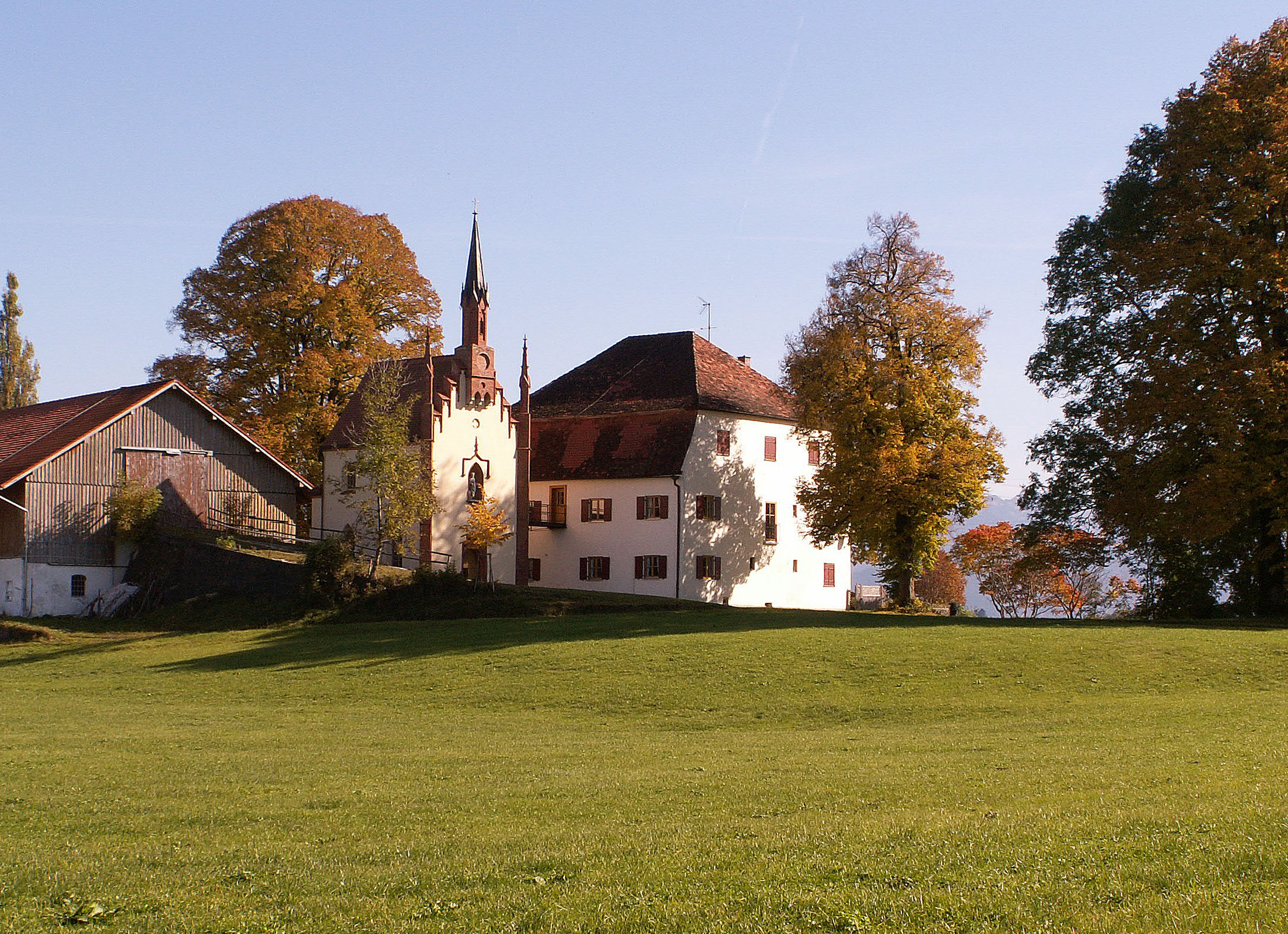
Das Hofgut Fischhaus war ehemals im Besitz des Hochstifts Augsburg

Die Kapelle steht auf dem ehemaligen Hofgut Fischhaus etwa 300 Meter nördlich des Ortsrandes von Roßhaupten und hat die Adresse Fischhaus 2. Sie ist von der Bundesstraße 16 aus sichtbar, die westlich an Fischhaus vorbei führt, und war bereits im 16. Jahrhundert eine weithin sichtbare Landmarke. Auf dem Hofgut stehen neben der Kapelle noch das ehemalige Gutshaus und ein landwirtschaftliches Wirtschaftsgebäude. Früher war das Hofgut von einem Fischteich umgeben.

## Geschichte

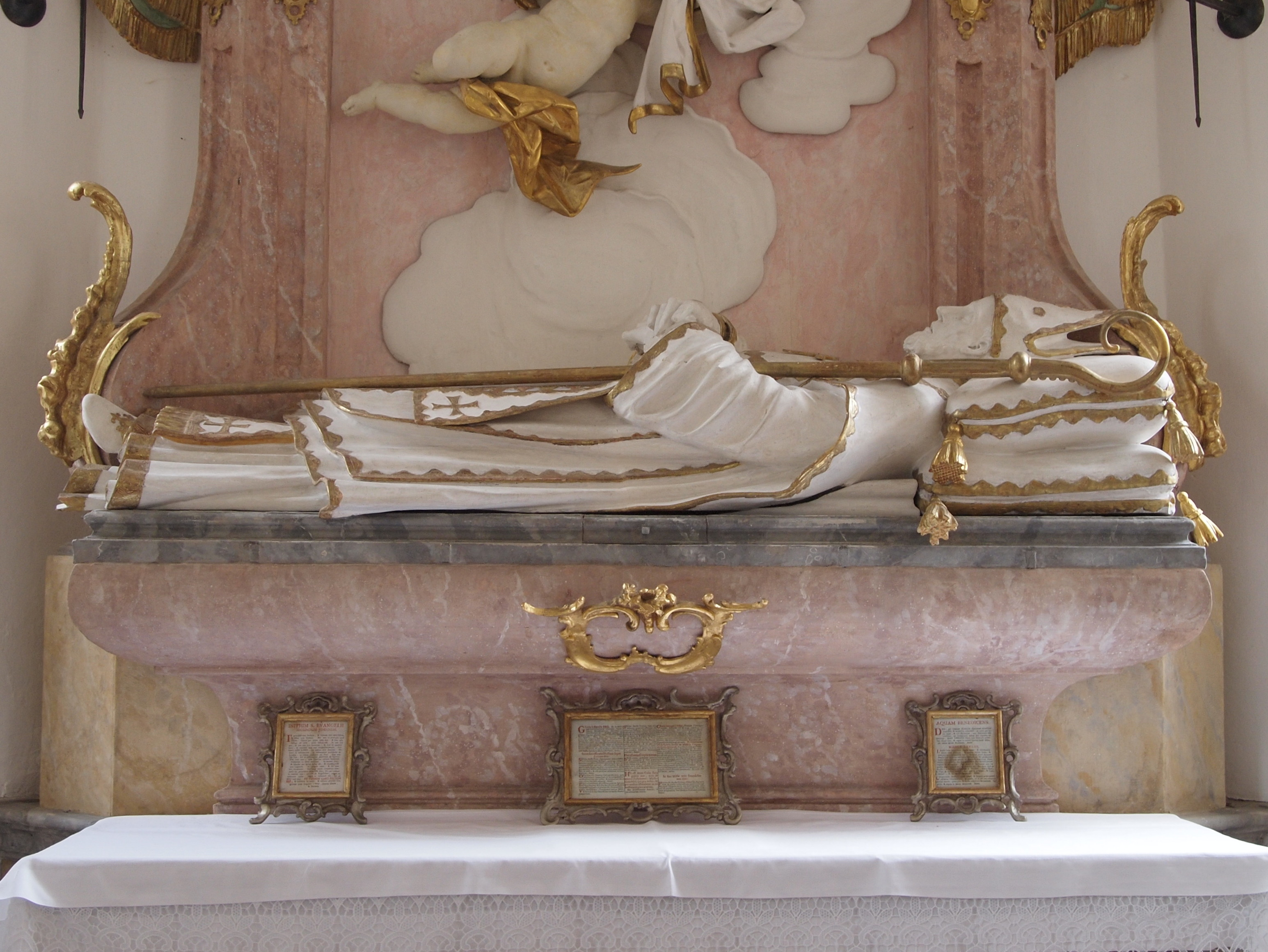
Um 1765 wurde die Kapelle zu einer Gedächtniskapelle für den hl. Ulrich umgestaltet

Die Kapelle ist im Kern spätgotisch und wurde vermutlich im 16. Jahrhundert vom Augsburger Bischof Christoph von Stadion gestiftet. Bei der Behebung von Schäden durch den Dreißigjährigen Krieg wurde die Kapelle Ende des 17. Jahrhunderts erstmals umgestaltet. Um 1765 wurde sie ein zweites Mal im Stil des Barock zu einer Gedächtniskapelle für den Kirchenpatron Ulrich von Augsburg umgestaltet und der Innenraum erhielt im Wesentlichen sein heutiges Aussehen. Nach der Auflösung des Hochstifts Augsburg im Rahmen der Säkularisation 1803 kam das Hofgut in Privatbesitz. 1855 wurde die Kapelle ein drittes Mal umgestaltet und in neugotischem Stil in Backstein überformt, wobei eine Wohnetage aufgesetzt wurde. Von 2004 bis 2007 wurde die Kapelle umfassend restauriert.

## Architektur
Die Kapelle besteht aus einem Langhaus, das im Osten dreiseitig geschlossen ist. Die Fassade im Westen hat an den Ecken Strebepfeiler, die von Filialen gekrönt sind. In der Mitte des Staffelgiebels erhebt sich ein Giebelreiter, dessen achteckiges Obergeschoss mit einem spitzen Helm bedeckt ist. Der Innenraum ist mit einer Flachdecke überspannt. Eine Wohnetage im oberen Stockwerk der Kapelle ist durch einen Steg mit dem benachbarten Gutshaus verbunden.

## Ausstattung

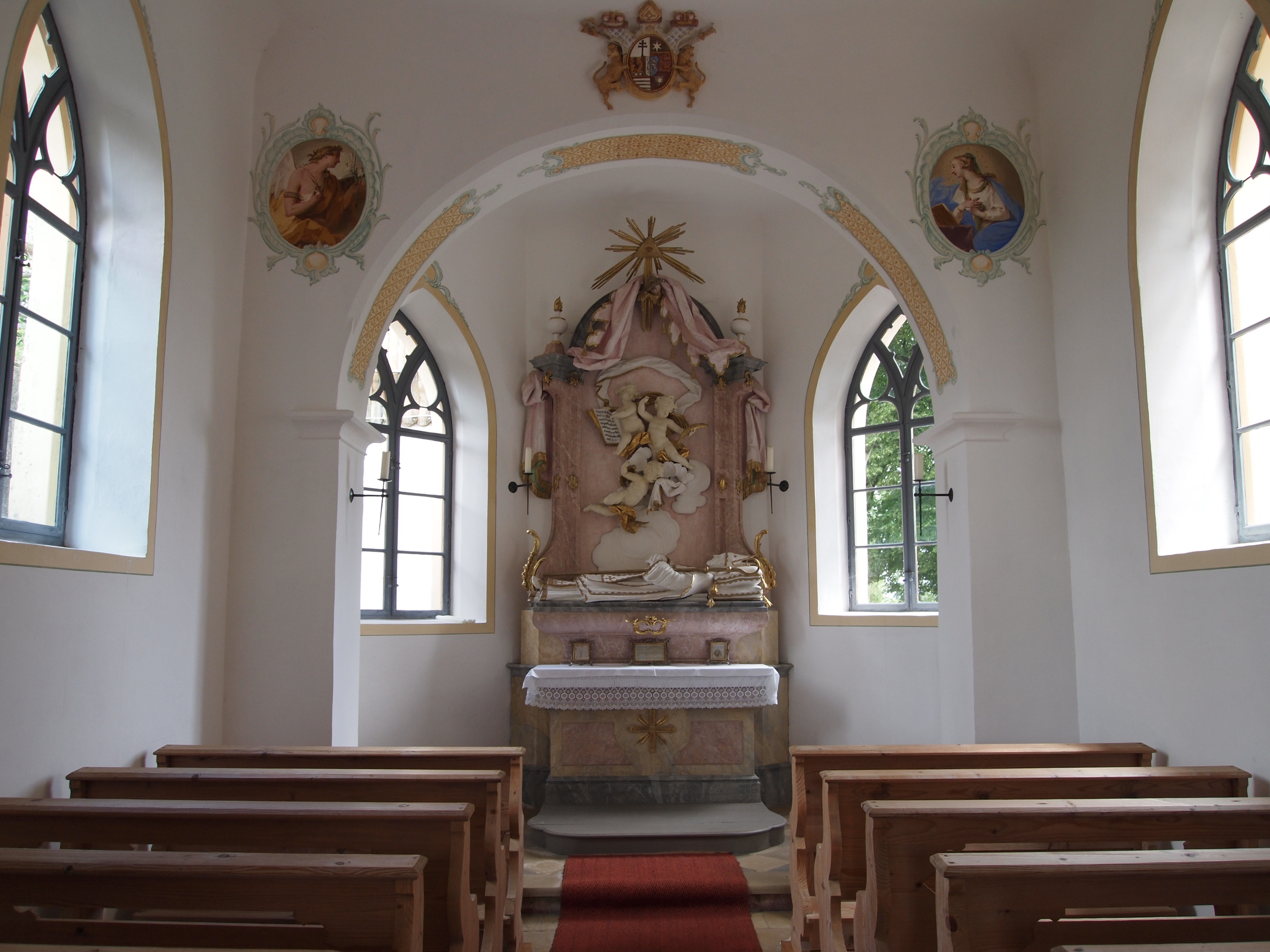
Innenansicht zum Chor mit dem Altar von Placidus Verhelst

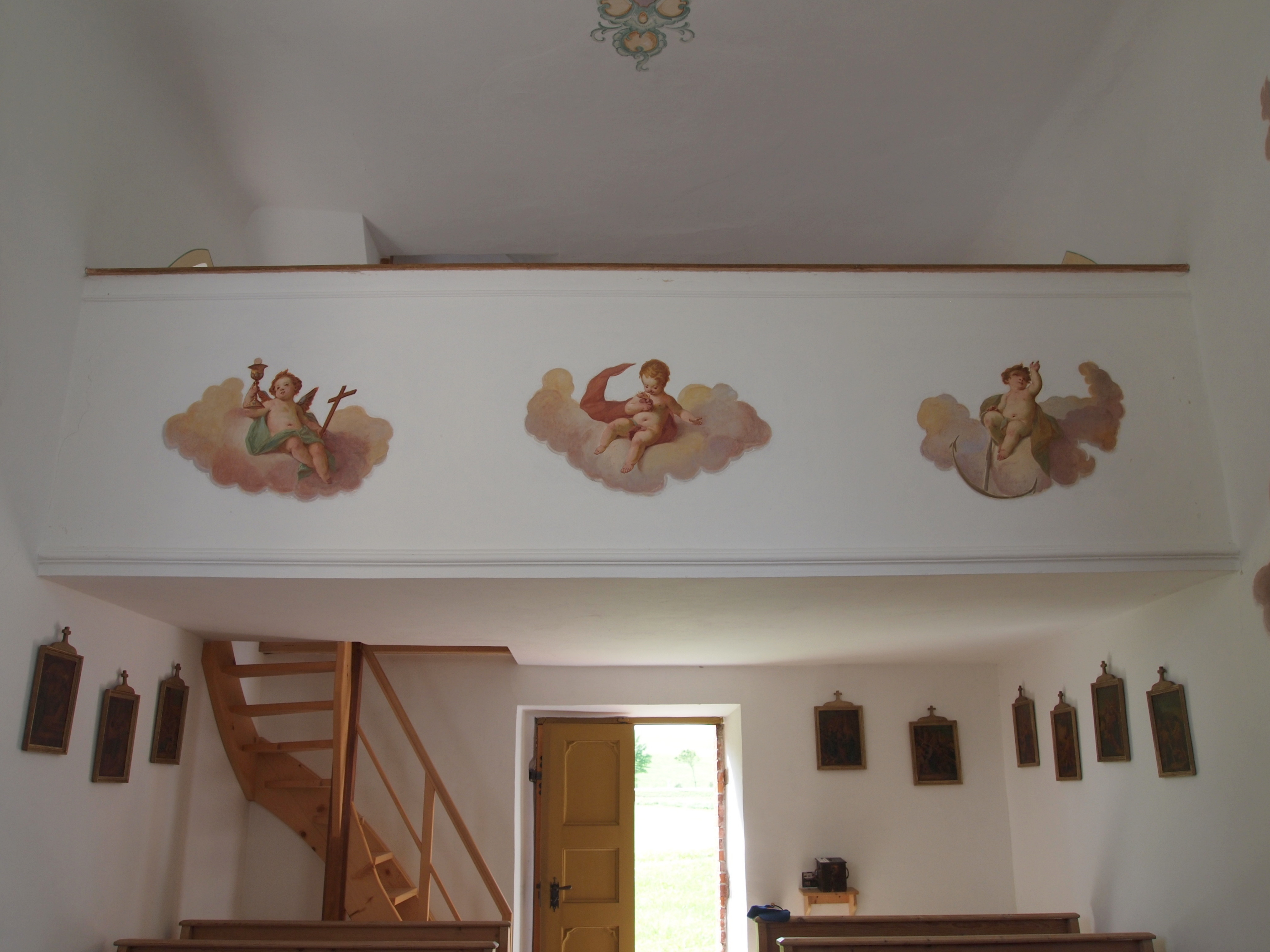
Innenansicht zur Empore mit Wandgemälden von Joseph Christ

Der um 1765 geschaffene barocke Altar mit einer Figur des Kirchenpatrons Ulrich von Augsburg auf dem Totenbett wurde zunächst Peter Heel, aktuell aber Placidus Verhelst zugeschrieben, der auch die Gruftkapelle von St. Ulrich und Afra in Augsburg neu gestaltete. Die Maße der geschnitzten Figur lassen darauf schließen, dass sie das ursprüngliche Modell für die marmorne Liegefigur in der Gruftkapelle in Augsburg war. Über der Figur schweben vor der Altarwand drei Puttenfiguren sowie als Attribute des Heiligen ein Fisch und ein Buch.
Das Deckenfresko und die Wandmalereien wurden um 1765 von Joseph Christ geschaffen, einem Schwager von Placidus und Ignaz Wilhelm Verhelst. Das rautenförmige Deckenfresko zeigt den glücklichen Fischfang des Simon Petrus. Die Wandgemälde an den Seitenwänden stellen den hl. Ulrich und die hl. Afra dar. Drei gemalten Putten an der Empore symbolisieren mit ihren Attributen Herz, Anker, Kelch und Kreuz die drei Christlichen Tugenden. Über dem Chorbogen ist eine Joseph Fischer zugeschriebene Stuckkartusche mit dem Wappen des Augsburger Bischofs Joseph Ignaz Philipp von Hessen-Darmstadt, in dessen Amtszeit die zweite Umgestaltung der Kapelle fiel.